# Чара (село)
Ча́ра (рос. Чара) — село у складі Каларського округу Забайкальського краю, Росія.

## Населення
Населення — 1903 особи (2010; 2063 у 2002).
Національний склад (станом на 2002 рік):
- росіяни — 92 %

## Відомі уродженці
- Христина Карапетян - російська та казахстанська волейболістка.